# Tournoi européen de France de rugby à sept 2017
Navigation
2015 2018
Le Tournoi européen de France de rugby à sept 2017 est la troisième étape des Seven's Grand Prix Series 2017. Il se déroule au stade Gabriel-Montpied de Clermont-Ferrand en Auvergne du 1er au 2 juillet 2017. L'Irlande remporte un second tournoi dans le circuit européen en battant la Russie dans une finale serrée 17-14. L'équipe de France qui avait remporté le dernier tournoi européen organisé en France en 2015 à Lyon termine 6e après une ultime défaite contre le pays de Galles en finale de la Plate. Elle n'a concédé que 2 autres petites défaites contre la Russie en poules et l'Irlande en quarts de la Cup.

## Résultats

### Poule A
| Équipes    | J | G | N | P | PM | PE  | +/− | Pts |
| ---------- | - | - | - | - | -- | --- | --- | --- |
| Russie     | 3 | 3 | 0 | 0 | 97 | 21  | +76 | 9   |
| France     | 3 | 2 | 0 | 1 | 93 | 24  | +69 | 7   |
| Angleterre | 3 | 1 | 0 | 2 | 33 | 99  | –66 | 5   |
| Pologne    | 3 | 0 | 0 | 3 | 24 | 103 | –79 | 3   |

| 1 juillet 2017 10:00 | Russie | 41-0 | Pologne | stade Gabriel-Montpied, Clermont-Ferrand |
| 1 juillet 2017 10:00 |        |      |         | stade Gabriel-Montpied, Clermont-Ferrand |
| 1 juillet 2017 10:00 |        |      |         | stade Gabriel-Montpied, Clermont-Ferrand |

| 1 juillet 2017 10:22 | Angleterre | 0-43 | France | stade Gabriel-Montpied, Clermont-Ferrand |
| 1 juillet 2017 10:22 |            |      |        | stade Gabriel-Montpied, Clermont-Ferrand |
| 1 juillet 2017 10:22 |            |      |        | stade Gabriel-Montpied, Clermont-Ferrand |

| 1 juillet 2017 12:45 | Russie | 17-14 | France | stade Gabriel-Montpied, Clermont-Ferrand |
| 1 juillet 2017 12:45 |        |       |        | stade Gabriel-Montpied, Clermont-Ferrand |
| 1 juillet 2017 12:45 |        |       |        | stade Gabriel-Montpied, Clermont-Ferrand |

| 1 juillet 2017 13:07 | Angleterre | 26-17 | Pologne | stade Gabriel-Montpied, Clermont-Ferrand |
| 1 juillet 2017 13:07 |            |       |         | stade Gabriel-Montpied, Clermont-Ferrand |
| 1 juillet 2017 13:07 |            |       |         | stade Gabriel-Montpied, Clermont-Ferrand |

| 1 juillet 2017 15:30 | Russie | 39-7 | Angleterre | stade Gabriel-Montpied, Clermont-Ferrand |
| 1 juillet 2017 15:30 |        |      |            | stade Gabriel-Montpied, Clermont-Ferrand |
| 1 juillet 2017 15:30 |        |      |            | stade Gabriel-Montpied, Clermont-Ferrand |

| 1 juillet 2017 15:52 | France | 36-7 | Pologne | stade Gabriel-Montpied, Clermont-Ferrand |
| 1 juillet 2017 15:52 |        |      |         | stade Gabriel-Montpied, Clermont-Ferrand |
| 1 juillet 2017 15:52 |        |      |         | stade Gabriel-Montpied, Clermont-Ferrand |

### Poule B
| Équipes   | J | G | N | P | PM | PE | +/− | Pts |
| --------- | - | - | - | - | -- | -- | --- | --- |
| Espagne   | 3 | 3 | 0 | 0 | 47 | 19 | +28 | 9   |
| Allemagne | 3 | 1 | 0 | 2 | 51 | 42 | +9  | 5   |
| Géorgie   | 3 | 1 | 0 | 2 | 21 | 31 | –10 | 5   |
| Portugal  | 3 | 1 | 0 | 2 | 33 | 60 | –27 | 5   |

| 1 juillet 2017 10:44 | Espagne | 26-7 | Portugal | stade Gabriel-Montpied, Clermont-Ferrand |
| 1 juillet 2017 10:44 |         |      |          | stade Gabriel-Montpied, Clermont-Ferrand |
| 1 juillet 2017 10:44 |         |      |          | stade Gabriel-Montpied, Clermont-Ferrand |

| 1 juillet 2017 11:06 | Allemagne | 12-14 | Géorgie | stade Gabriel-Montpied, Clermont-Ferrand |
| 1 juillet 2017 11:06 |           |       |         | stade Gabriel-Montpied, Clermont-Ferrand |
| 1 juillet 2017 11:06 |           |       |         | stade Gabriel-Montpied, Clermont-Ferrand |

| 1 juillet 2017 13:29 | Espagne | 7-0 | Géorgie | stade Gabriel-Montpied, Clermont-Ferrand |
| 1 juillet 2017 13:29 |         |     |         | stade Gabriel-Montpied, Clermont-Ferrand |
| 1 juillet 2017 13:29 |         |     |         | stade Gabriel-Montpied, Clermont-Ferrand |

| 1 juillet 2017 13:51 | Allemagne | 27-14 | Portugal | stade Gabriel-Montpied, Clermont-Ferrand |
| 1 juillet 2017 13:51 |           |       |          | stade Gabriel-Montpied, Clermont-Ferrand |
| 1 juillet 2017 13:51 |           |       |          | stade Gabriel-Montpied, Clermont-Ferrand |

| 1 juillet 2017 16:14 | Espagne | 14-12 | Allemagne | stade Gabriel-Montpied, Clermont-Ferrand |
| 1 juillet 2017 16:14 |         |       |           | stade Gabriel-Montpied, Clermont-Ferrand |
| 1 juillet 2017 16:14 |         |       |           | stade Gabriel-Montpied, Clermont-Ferrand |

| 1 juillet 2017 16:36 | Géorgie | 7-12 | Portugal | stade Gabriel-Montpied, Clermont-Ferrand |
| 1 juillet 2017 16:36 |         |      |          | stade Gabriel-Montpied, Clermont-Ferrand |
| 1 juillet 2017 16:36 |         |      |          | stade Gabriel-Montpied, Clermont-Ferrand |

### Poule C
| Équipes        | J | G | N | P | PM | PE | +/− | Pts |
| -------------- | - | - | - | - | -- | -- | --- | --- |
| Irlande        | 2 | 3 | 0 | 0 | 84 | 10 | +74 | 9   |
| Pays de Galles | 2 | 2 | 0 | 1 | 41 | 49 | –8  | 7   |
| Belgique       | 2 | 1 | 0 | 2 | 41 | 66 | –25 | 5   |
| Italie         | 2 | 0 | 0 | 3 | 21 | 62 | –41 | 3   |

| 1 juillet 2017 11:28 | Irlande | 28-5 | Belgique | stade Gabriel-Montpied, Clermont-Ferrand |
| 1 juillet 2017 11:28 |         |      |          | stade Gabriel-Montpied, Clermont-Ferrand |
| 1 juillet 2017 11:28 |         |      |          | stade Gabriel-Montpied, Clermont-Ferrand |

| 1 juillet 2017 11:50 | Pays de Galles | 12-7 | Italie | stade Gabriel-Montpied, Clermont-Ferrand |
| 1 juillet 2017 11:50 |                |      |        | stade Gabriel-Montpied, Clermont-Ferrand |
| 1 juillet 2017 11:50 |                |      |        | stade Gabriel-Montpied, Clermont-Ferrand |

| 1 juillet 2017 14:13 | Irlande | 35-0 | Italie | stade Gabriel-Montpied, Clermont-Ferrand |
| 1 juillet 2017 14:13 |         |      |        | stade Gabriel-Montpied, Clermont-Ferrand |
| 1 juillet 2017 14:13 |         |      |        | stade Gabriel-Montpied, Clermont-Ferrand |

| 1 juillet 2017 14:35 | Pays de Galles | 24-21 | Belgique | stade Gabriel-Montpied, Clermont-Ferrand |
| 1 juillet 2017 14:35 |                |       |          | stade Gabriel-Montpied, Clermont-Ferrand |
| 1 juillet 2017 14:35 |                |       |          | stade Gabriel-Montpied, Clermont-Ferrand |

| 1 juillet 2017 16:58 | Italie | 14-15 | Belgique | stade Gabriel-Montpied, Clermont-Ferrand |
| 1 juillet 2017 16:58 |        |       |          | stade Gabriel-Montpied, Clermont-Ferrand |
| 1 juillet 2017 16:58 |        |       |          | stade Gabriel-Montpied, Clermont-Ferrand |

| 1 juillet 2017 17:20 | Irlande | 21-5 | Pays de Galles | stade Gabriel-Montpied, Clermont-Ferrand |
| 1 juillet 2017 17:20 |         |      |                | stade Gabriel-Montpied, Clermont-Ferrand |
| 1 juillet 2017 17:20 |         |      |                | stade Gabriel-Montpied, Clermont-Ferrand |

### Cup
|  | Quarts de finale                                              | Quarts de finale                                              |                                                               |                                                               | Demi-finales                                                  | Demi-finales                                                  |    |  | Finale                                                        | Finale                                                        |
|  | Quarts de finale                                              | Quarts de finale                                              |                                                               |                                                               | Demi-finales                                                  | Demi-finales                                                  |    |  | Finale                                                        | Finale                                                        |
|  |                                                               |                                                               |                                                               |                                                               |                                                               |                                                               |    |  |                                                               |                                                               |
|  | 2 juillet à 10h00 au stade Gabriel-Montpied, Clermont-Ferrand | 2 juillet à 10h00 au stade Gabriel-Montpied, Clermont-Ferrand |                                                               |                                                               | 2 juillet à 13h59 au stade Gabriel-Montpied, Clermont-Ferrand | 2 juillet à 13h59 au stade Gabriel-Montpied, Clermont-Ferrand |    |  | 2 juillet à 17h12 au stade Gabriel-Montpied, Clermont-Ferrand | 2 juillet à 17h12 au stade Gabriel-Montpied, Clermont-Ferrand |
|  | 2 juillet à 10h00 au stade Gabriel-Montpied, Clermont-Ferrand | 2 juillet à 10h00 au stade Gabriel-Montpied, Clermont-Ferrand |                                                               |                                                               | 2 juillet à 13h59 au stade Gabriel-Montpied, Clermont-Ferrand | 2 juillet à 13h59 au stade Gabriel-Montpied, Clermont-Ferrand |    |  | 2 juillet à 17h12 au stade Gabriel-Montpied, Clermont-Ferrand | 2 juillet à 17h12 au stade Gabriel-Montpied, Clermont-Ferrand |
|  | Russie                                                        | 12                                                            |                                                               |                                                               | 2 juillet à 13h59 au stade Gabriel-Montpied, Clermont-Ferrand | 2 juillet à 13h59 au stade Gabriel-Montpied, Clermont-Ferrand |    |  | 2 juillet à 17h12 au stade Gabriel-Montpied, Clermont-Ferrand | 2 juillet à 17h12 au stade Gabriel-Montpied, Clermont-Ferrand |
|  | Russie                                                        | 12                                                            |                                                               |                                                               | 2 juillet à 13h59 au stade Gabriel-Montpied, Clermont-Ferrand | 2 juillet à 13h59 au stade Gabriel-Montpied, Clermont-Ferrand |    |  | 2 juillet à 17h12 au stade Gabriel-Montpied, Clermont-Ferrand | 2 juillet à 17h12 au stade Gabriel-Montpied, Clermont-Ferrand |
|  | Belgique                                                      | 7                                                             |                                                               |                                                               | 2 juillet à 13h59 au stade Gabriel-Montpied, Clermont-Ferrand | 2 juillet à 13h59 au stade Gabriel-Montpied, Clermont-Ferrand |    |  | 2 juillet à 17h12 au stade Gabriel-Montpied, Clermont-Ferrand | 2 juillet à 17h12 au stade Gabriel-Montpied, Clermont-Ferrand |
|  | Belgique                                                      | 7                                                             | Russie                                                        | 31                                                            |                                                               |                                                               |    |  | 2 juillet à 17h12 au stade Gabriel-Montpied, Clermont-Ferrand | 2 juillet à 17h12 au stade Gabriel-Montpied, Clermont-Ferrand |
|  | 2 juillet à 11h06 au stade Gabriel-Montpied, Clermont-Ferrand |                                                               | Russie                                                        | 31                                                            |                                                               |                                                               |    |  | 2 juillet à 17h12 au stade Gabriel-Montpied, Clermont-Ferrand | 2 juillet à 17h12 au stade Gabriel-Montpied, Clermont-Ferrand |
|  |                                                               | Allemagne                                                     | 17                                                            |                                                               |                                                               |                                                               |    |  | 2 juillet à 17h12 au stade Gabriel-Montpied, Clermont-Ferrand | 2 juillet à 17h12 au stade Gabriel-Montpied, Clermont-Ferrand |
|  | Allemagne                                                     | Allemagne                                                     | 17                                                            | 26                                                            |                                                               |                                                               |    |  | 2 juillet à 17h12 au stade Gabriel-Montpied, Clermont-Ferrand | 2 juillet à 17h12 au stade Gabriel-Montpied, Clermont-Ferrand |
|  | Allemagne                                                     |                                                               |                                                               | 26                                                            |                                                               |                                                               |    |  | 2 juillet à 17h12 au stade Gabriel-Montpied, Clermont-Ferrand | 2 juillet à 17h12 au stade Gabriel-Montpied, Clermont-Ferrand |
|  | Pays de Galles                                                | 7                                                             |                                                               |                                                               |                                                               |                                                               |    |  | 2 juillet à 17h12 au stade Gabriel-Montpied, Clermont-Ferrand | 2 juillet à 17h12 au stade Gabriel-Montpied, Clermont-Ferrand |
|  | Pays de Galles                                                | 7                                                             | Russie                                                        | 14                                                            |                                                               |                                                               |    |  |                                                               |                                                               |
|  | 2 juillet à 10h22 au stade Gabriel-Montpied, Clermont-Ferrand |                                                               | Russie                                                        | 14                                                            |                                                               |                                                               |    |  |                                                               |                                                               |
|  |                                                               | Irlande                                                       | 17                                                            |                                                               |                                                               |                                                               |    |  |                                                               |                                                               |
|  | Espagne                                                       | Irlande                                                       | 17                                                            | 10                                                            |                                                               |                                                               |    |  |                                                               |                                                               |
|  | Espagne                                                       | 2 juillet à 14h21 au stade Gabriel-Montpied, Clermont-Ferrand |                                                               | 10                                                            |                                                               |                                                               |    |  |                                                               |                                                               |
|  | Géorgie                                                       | 7                                                             |                                                               |                                                               |                                                               |                                                               |    |  |                                                               |                                                               |
|  | Géorgie                                                       | 7                                                             | Espagne                                                       | 5                                                             |                                                               |                                                               |    |  |                                                               |                                                               |
|  | 2 juillet à 10h44 au stade Gabriel-Montpied, Clermont-Ferrand | 2 juillet à 10h44 au stade Gabriel-Montpied, Clermont-Ferrand | Espagne                                                       | 5                                                             | Match pour la 3e place                                        | Match pour la 3e place                                        |    |  |                                                               |                                                               |
|  | 2 juillet à 10h44 au stade Gabriel-Montpied, Clermont-Ferrand | 2 juillet à 10h44 au stade Gabriel-Montpied, Clermont-Ferrand |                                                               | Irlande                                                       | Match pour la 3e place                                        | Match pour la 3e place                                        | 17 |  |                                                               |                                                               |
|  | Irlande                                                       | 7                                                             | 2 juillet à 16h46 au stade Gabriel-Montpied, Clermont-Ferrand | 2 juillet à 16h46 au stade Gabriel-Montpied, Clermont-Ferrand |                                                               |                                                               | 17 |  |                                                               |                                                               |
|  | Irlande                                                       | 7                                                             | 2 juillet à 16h46 au stade Gabriel-Montpied, Clermont-Ferrand | 2 juillet à 16h46 au stade Gabriel-Montpied, Clermont-Ferrand |                                                               |                                                               |    |  |                                                               |                                                               |
|  | France                                                        | 5                                                             |                                                               | Allemagne                                                     | 21                                                            |                                                               |    |  |                                                               |                                                               |
|  | France                                                        | 5                                                             |                                                               | Allemagne                                                     | 21                                                            |                                                               |    |  |                                                               |                                                               |
|  |                                                               |                                                               |                                                               |                                                               |                                                               |                                                               |    |  | Espagne                                                       | 31                                                            |
|  |                                                               |                                                               |                                                               |                                                               |                                                               |                                                               |    |  | Espagne                                                       | 31                                                            |

### Plate
|  | Demi-finales                                                  | Demi-finales                                                  |                |    | 5e place                                                      | 5e place                                                      |
|  | Demi-finales                                                  | Demi-finales                                                  |                |    | 5e place                                                      | 5e place                                                      |
|  |                                                               |                                                               |                |    |                                                               |                                                               |
|  | 2 juillet à 13h15 au stade Gabriel-Montpied, Clermont-Ferrand | 2 juillet à 13h15 au stade Gabriel-Montpied, Clermont-Ferrand |                |    | 2 juillet à 16h24 au stade Gabriel-Montpied, Clermont-Ferrand | 2 juillet à 16h24 au stade Gabriel-Montpied, Clermont-Ferrand |
|  | 2 juillet à 13h15 au stade Gabriel-Montpied, Clermont-Ferrand | 2 juillet à 13h15 au stade Gabriel-Montpied, Clermont-Ferrand |                |    | 2 juillet à 16h24 au stade Gabriel-Montpied, Clermont-Ferrand | 2 juillet à 16h24 au stade Gabriel-Montpied, Clermont-Ferrand |
|  | Belgique                                                      | 7                                                             |                |    | 2 juillet à 16h24 au stade Gabriel-Montpied, Clermont-Ferrand | 2 juillet à 16h24 au stade Gabriel-Montpied, Clermont-Ferrand |
|  | Belgique                                                      | 7                                                             |                |    | 2 juillet à 16h24 au stade Gabriel-Montpied, Clermont-Ferrand | 2 juillet à 16h24 au stade Gabriel-Montpied, Clermont-Ferrand |
|  | Pays de Galles                                                | 19                                                            |                |    | 2 juillet à 16h24 au stade Gabriel-Montpied, Clermont-Ferrand | 2 juillet à 16h24 au stade Gabriel-Montpied, Clermont-Ferrand |
|  | Pays de Galles                                                | 19                                                            | Pays de Galles | 24 |                                                               |                                                               |
|  | 2 juillet à 13h37 au stade Gabriel-Montpied, Clermont-Ferrand |                                                               | Pays de Galles | 24 |                                                               |                                                               |
|  |                                                               | France                                                        | 15             |    |                                                               |                                                               |
|  | Géorgie                                                       | France                                                        | 15             | 14 |                                                               |                                                               |
|  | Géorgie                                                       |                                                               |                | 14 |                                                               |                                                               |
|  | France                                                        | 19                                                            |                |    |                                                               |                                                               |
|  | France                                                        | 19                                                            | 7e place       |    |                                                               |                                                               |
|  |                                                               |                                                               |                |    |                                                               |                                                               |
|  | 2 juillet à 16h02 au stade Gabriel-Montpied, Clermont-Ferrand |                                                               |                |    |                                                               |                                                               |
|  |                                                               |                                                               |                |    |                                                               |                                                               |
|  | Belgique                                                      | 22                                                            |                |    |                                                               |                                                               |
|  | Belgique                                                      | 22                                                            |                |    |                                                               |                                                               |
|  | Géorgie                                                       | 19                                                            |                |    |                                                               |                                                               |
|  | Géorgie                                                       | 19                                                            |                |    |                                                               |                                                               |

### Bowl
|  | Demi-finales                                                  | Demi-finales                                                  |            |    | 9e place                                                      | 9e place                                                      |
|  | Demi-finales                                                  | Demi-finales                                                  |            |    | 9e place                                                      | 9e place                                                      |
|  |                                                               |                                                               |            |    |                                                               |                                                               |
|  | 2 juillet à 11h28 au stade Gabriel-Montpied, Clermont-Ferrand | 2 juillet à 11h28 au stade Gabriel-Montpied, Clermont-Ferrand |            |    | 2 juillet à 15h05 au stade Gabriel-Montpied, Clermont-Ferrand | 2 juillet à 15h05 au stade Gabriel-Montpied, Clermont-Ferrand |
|  | 2 juillet à 11h28 au stade Gabriel-Montpied, Clermont-Ferrand | 2 juillet à 11h28 au stade Gabriel-Montpied, Clermont-Ferrand |            |    | 2 juillet à 15h05 au stade Gabriel-Montpied, Clermont-Ferrand | 2 juillet à 15h05 au stade Gabriel-Montpied, Clermont-Ferrand |
|  | Angleterre                                                    | 17                                                            |            |    | 2 juillet à 15h05 au stade Gabriel-Montpied, Clermont-Ferrand | 2 juillet à 15h05 au stade Gabriel-Montpied, Clermont-Ferrand |
|  | Angleterre                                                    | 17                                                            |            |    | 2 juillet à 15h05 au stade Gabriel-Montpied, Clermont-Ferrand | 2 juillet à 15h05 au stade Gabriel-Montpied, Clermont-Ferrand |
|  | Pologne                                                       | 15                                                            |            |    | 2 juillet à 15h05 au stade Gabriel-Montpied, Clermont-Ferrand | 2 juillet à 15h05 au stade Gabriel-Montpied, Clermont-Ferrand |
|  | Pologne                                                       | 15                                                            | Angleterre | 12 |                                                               |                                                               |
|  | 2 juillet à 11h50 au stade Gabriel-Montpied, Clermont-Ferrand |                                                               | Angleterre | 12 |                                                               |                                                               |
|  |                                                               | Italie                                                        | 26         |    |                                                               |                                                               |
|  | Portugal                                                      | Italie                                                        | 26         | 10 |                                                               |                                                               |
|  | Portugal                                                      |                                                               |            | 10 |                                                               |                                                               |
|  | Italie                                                        | 12                                                            |            |    |                                                               |                                                               |
|  | Italie                                                        | 12                                                            | 11e place  |    |                                                               |                                                               |
|  |                                                               |                                                               |            |    |                                                               |                                                               |
|  | 2 juillet à 14h43 au stade Gabriel-Montpied, Clermont-Ferrand |                                                               |            |    |                                                               |                                                               |
|  |                                                               |                                                               |            |    |                                                               |                                                               |
|  | Pologne                                                       | 26                                                            |            |    |                                                               |                                                               |
|  | Pologne                                                       | 26                                                            |            |    |                                                               |                                                               |
|  | Portugal                                                      | 17                                                            |            |    |                                                               |                                                               |
|  | Portugal                                                      | 17                                                            |            |    |                                                               |                                                               |